# Râul Ialinc
Râul Ialnic este un râu afluent al Ruscova. 